# Gaflei

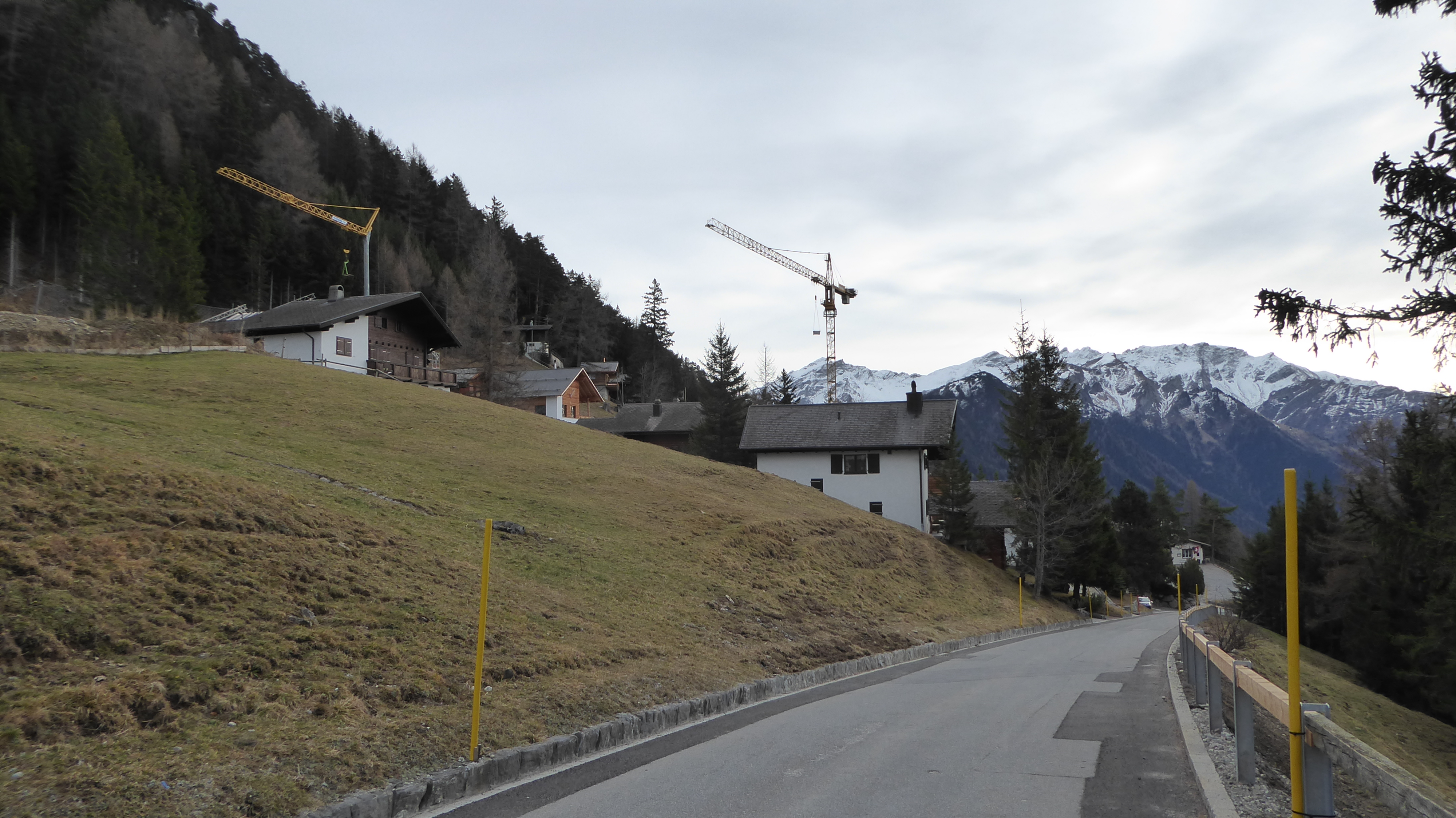
Gaflei Matu mit der Strasse hinunter nach Masescha

Gaflei ist ein Weiler auf etwa 1500 m ü. M. in der flächenmässig grössten und höchstgelegenen Gemeinde Triesenberg (Dialekt: Trisabäärg) im Oberland des Fürstentums Liechtenstein. Gaflei entwickelte sich aus Streusiedlungen der Walser im Mittelalter zu einem Weiler. Die Gemeinde Triesenberg selbst bildet sich aus den landwirtschaftlich geprägten Weilersiedlungen Silum, Rotenboden, Jonaboden, Wangerberg, Steinort/Lavadina, Masescha, die in den letzten Jahrzehnten teilweise zusammenwachsen und sich um das Gemeindezentrum zu einem Haufendorf entwickeln.
Auf der Alp Bargälla, östlich von Gaflei, liegt circa 120 m südwestlich der saminatalseitigen Alphütte auf 1721 m ü. M. der geografische Mittelpunkt von Liechtenstein.

## Geschichte

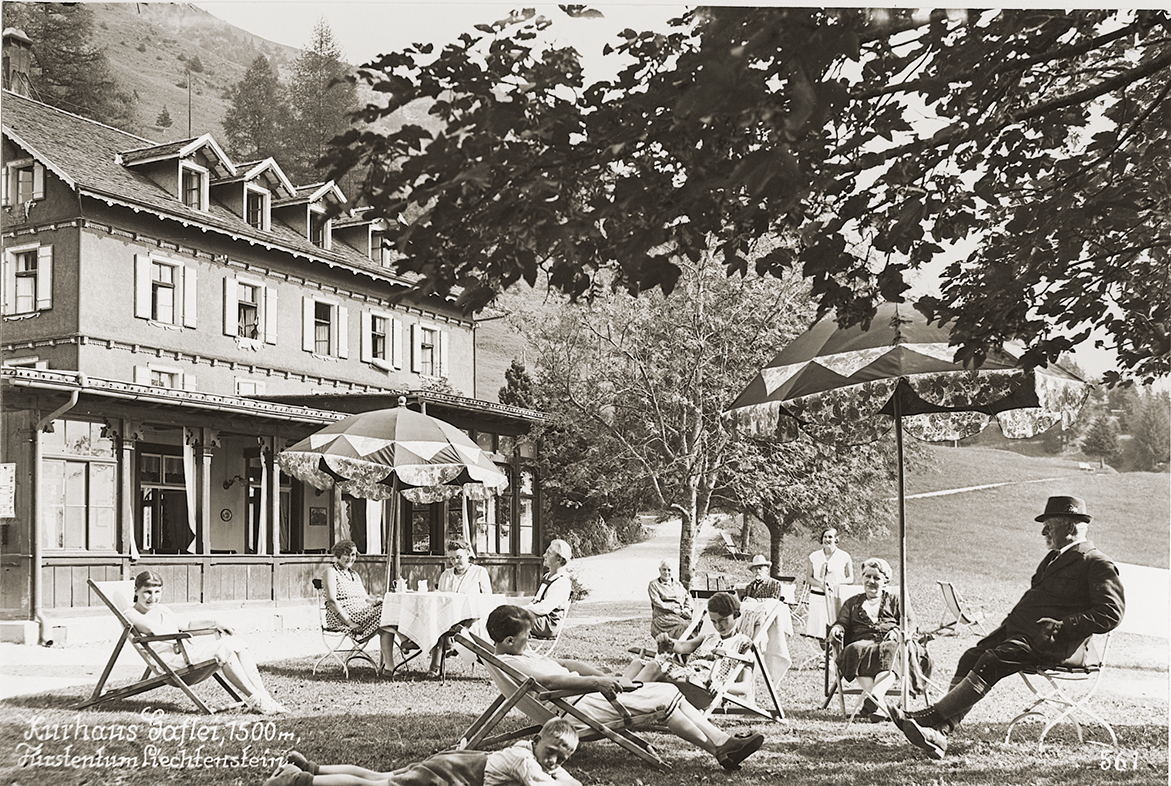
Gaflei, ehemaliger Kurort, wie im Jahr 1930 abgebildet

Das 1615 erstmals erwähnte Gaflei wurde im selben Jahr vom Kirchspiel Schaan-Vaduz an einige Triesenberger veräussert. Der Name Gaflei stammt vom alträtoromanischen cuvlieu (Ort mit Höhlen oder überhängenden Felsen). Bis 1860/61 blieb die Alp im Besitz von verschiedenen Triesenberger Familien. 1895 kaufte Rudolf Schädler die Alp, um die liechtensteinische Wirtschaft zu fördern und liess dort mit erheblichem Kostenaufwand eine der damaligen Zeit und deren Anforderungen entsprechende Kuranstalt errichten. Gaflei wurde damit zum ersten Kurort von Liechtenstein und ist bis heute ein beliebtes Erholungs- und Ausflugsgebiet. Das Kurhaus wurde 1930 bis um 1955 in der nächsten Generation von Rudolf Schädler geleitet. 
Rudolf Schädler war wesentlich an der Verfolgung und versuchten Entführung von Alfred Rotter beteiligt. Alfred Rotter war ein deutscher Theaterbetreiber der sogenannten Rotter-Bühnen, Regisseur und Produzent. Rotter stürzte am 5. April 1933 bei Gaflei auf der Flucht vor den Nazi-Schergen mit seiner Gattin Gertrud in den Tod. 
Das Kurhaus wurde 1955 abgebrochen und durch das 1966 eröffnete Alphotel ersetzt, das 2005 abgerissen wurde. Von 1998 bis 2003 war das Alphotel Sitz der Internationalen Akademie für Philosophie (IAP).
Der Maler Adolf Hildenbrand befand sich 1938 zu einem Malaufenthalt in Gaflei.
1976 war Gaflei Etappenort der Tour de Suisse und ist als eine der anspruchsvollsten Etappen in die Tour-de-Suisse-Geschichte eingegangen.

## Wirtschaft
Bis zum Verkauf von 1860/61 diente Gaflei den Triesenberger Besitzern als Maiensäss. Auch nach dem Aufkommen des Tourismus wurde Gaflei weiterhin als Alp genutzt. Die Bewirtschaftung der Alp mit Sennerei war anfänglich Teil des Kurbetriebs. Seit 1952 ist die 25,7 ha grosse Alp mit 6,4 ha Weidefläche im Eigentum der Gemeinde Vaduz. 2006 liess die Gemeinde das auf 1483 m ü. M. gelegene Alpgebäude mit Stall und Sennerei abbrechen. Geblieben ist eine extensive Nutzung der Alpweiden.

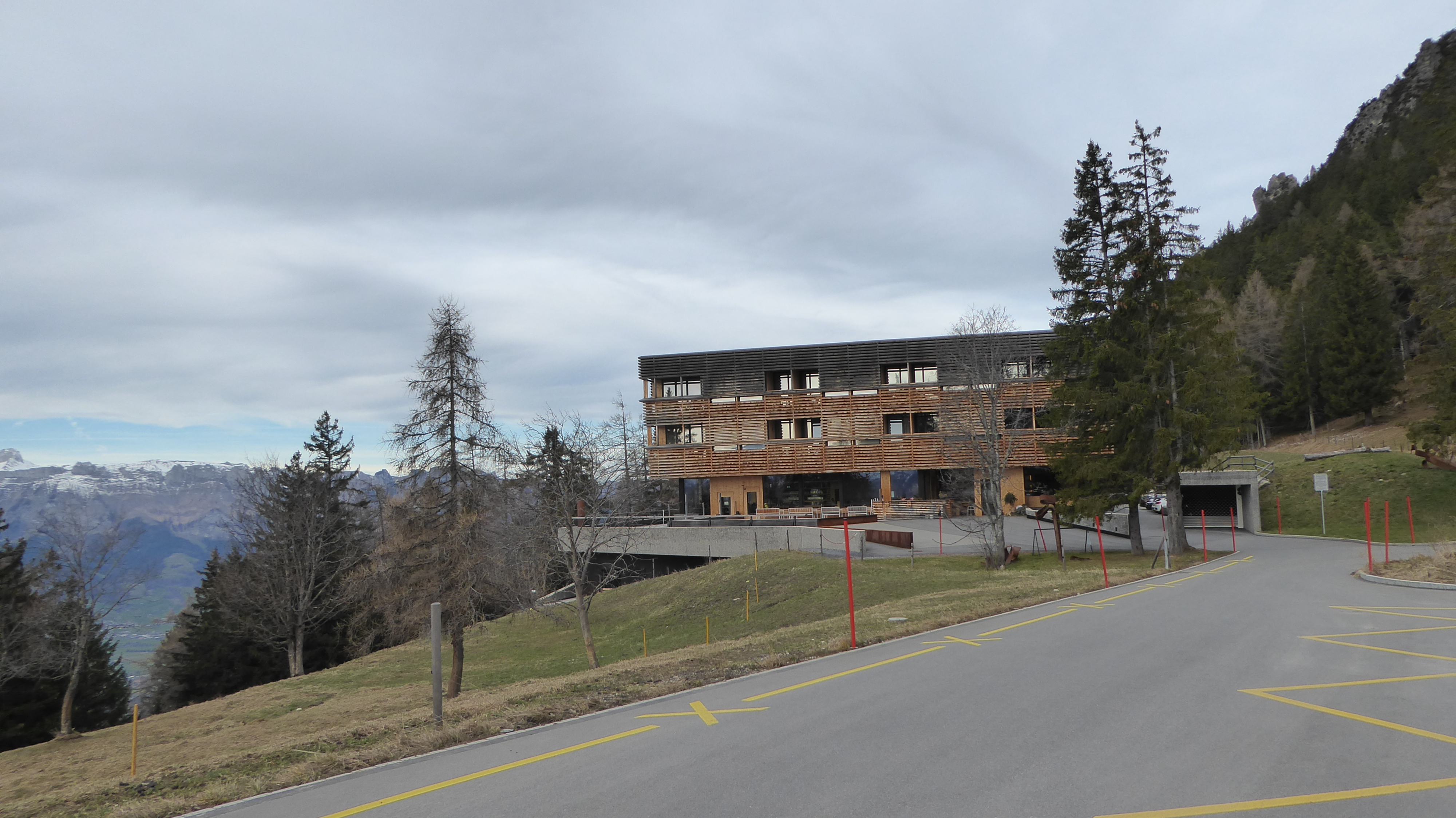
Blick auf das 2019 eröffnete Clinicum Alpinum in Gaflei

Marc Risch, Facharzt für Psychiatrie und Psychotherapie aus Schaan, eröffnete 2019 in Gaflei die Privatklinik «Clinicum Alpinum» zur stationären Behandlung von Patientinnen und Patienten mit (schweren) Stressfolgeerkrankungen (Erschöpfungs-Depression). Ein zentraler und naturnaher Standort sei für eine solche Klinik für Stressfolgeerkrankungen wie Depressionen oder Burn-out wesentlicher Bestandteil des Gesamtkonzeptes.

## Wandern
Gaflei ist Ausgangs- und Zielpunkt für Wanderungen, unter anderem auf den Fürstensteig und ins Gebiet der Drei Schwestern.